# Nezbavětice
Nezbavětice là một làng thuộc huyện Plzeň-město, vùng Plzeňský, Cộng hòa Séc.